# CAN SLIM
CAN SLIM ist ein Akronym, das von dem amerikanischen Unternehmen Investor’s Business Daily (IBD) entwickelt wurde. Es repräsentiert sieben Eigenschaften, die vielen Aktien zugeordnet werden können, welche kurz vor einer starken Wertsteigerung stehen. Die Methode wurde in den 1950er Jahren von William O’Neil, dem Gründer von Investor's Business Daily entwickelt. 2015 wurde ein Exchange-traded fund (ETF) mit dem Fokus auf den IBD 50 aufgelegt. Diese computergenerierte Liste wird von Investor's Business Daily veröffentlicht und basiert auf Aktien, welche die CAN SLIM Kriterien erfüllen.

## Strategie
CAN SLIM ist eine Börsenstrategie, welche in Wachstumswerte investiert und schon im Jahre 1953 in dem Buch How to Make Money in Stocks: A Winning System In Good Times or Bad beschrieben wurde. Diese Strategie vereint sowohl die Technische Analyse als auch die Fundamentalanalyse.

## Akronym
Die sieben Teile des Akronyms haben folgende Bedeutung:
- C steht für Current quarterly earnings (aktuelles Quartalsergebnis). Der Anstieg der Quartalsgewinne pro Aktie im Vergleich zum Vorjahr muss mindestens bei 18–20 % liegen. Idealerweise sollte auch ein dynamischer Anstiege zwischen den einzelnen Quartalen bestehen.
- A steht für Annual earnings growth (jährliches Gewinnwachstum), also ansteigende Gewinne über drei Jahre mit einer Wachstumsrate von mehr als 25 %. Dabei sollte der ROE höher sein als 17 %.
- N steht für New product or service (neue Produkte oder Angebote). Um ein großartiges Wachstum zu generieren, sind oftmals neue, innovative Produkte oder Services notwendig. Daher sollte das Unternehmen etwas haben, was Mehrwert liefert und für konstantes Wachstum sorgt.
- S steht für Supply and demand (Angebot und Nachfrage). Ein hohes Handelsvolumen bei steigenden Kursen ist ein positives Signal. Dabei wird das täglich Volumen einer Aktie im Vergleich zum Durchschnitt betrachtet.
- L steht für Leader or laggard (Marktführer oder Nachzügler). Mit Marktführer meint O’Neil Unternehmen mit der besten Gewinnentwicklung, hohen ROE und Gewinnmargen und der dynamischsten Preisentwicklung.
- I steht für Institutional sponsorship, also Institutionelle Anleger, wie Banken, Fonds oder Pensionsfonds, welche mit hohen Investitionsvolumen die Preisentwicklungen unterstützen können. Wenn diese das Unternehmen kaufen, ist es ein gutes Indiz dafür, dass es ein nachhaltiges Wachstum geben wird.
- M steht für Market Direction (Marktrichtung). Alle Fundamentaldaten einer Aktien mögen noch so überzeugend sein, wenn der Gesamtmarkt sich gegenläufig entwickelt, dann stehen die Chancen hoch, dass auch die besten Aktien nach unten gezogen werden.